# Jürg Brändli
Jürg Brändli (* 16. November 1971 in Wald) ist ein Schweizer Schriftsteller, Drehbuchautor und Journalist.

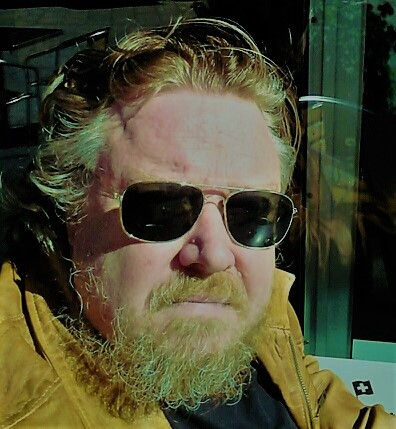
Jürg Brändli im Jahr 2018

## Leben
Zu seinen Werken gehören die Schweizer Kinofilme Nacht der Gaukler (1996) und Grounding – Die letzten Tage der Swissair (2006), sowie der Fernsehfilm Spital in Angst (2001), Regie: Michael Steiner. Sein Fernsehspiel Havarie (2006) wurde von Xavier Koller inszeniert. Der Kinofilm Auf Herz und Nieren (2001) wurde von Til Schweiger produziert. Brändli ist Verfasser mehrerer Hörspiele für Schweizer Radio DRS. Er hat Kurzgeschichten sowie die Romane Phantomschmerz (2000), Der Aufstand (2007), Götterfunke – Die Geschichte eines Täters (2013), Schwarzes Erbe (2016), Der Sklave (2019), erschienen im Münster Verlag Basel, sowie Die Abendwölfe (2021) und Jenseits von Hollywood (2023), herausgekommen in der Edition Königstuhl St. Gallenkappel, publiziert.
Bevor er sich Mitte der 90er Jahre als Autor selbständig machte, volontierte Brändli als Journalist bei der Zürichsee-Zeitung in Stäfa ZH und war von 1992 bis 1995 als verantwortlicher Redaktor BR beim «Tagblatt der Stadt Zürich» angestellt.
Brändli lebt und arbeitet in Wald im Zürcher Oberland.

## Filmografie
- 1996: Nacht der Gaukler
- 1996: Ein schlechter Trip
- 2001: Auf Herz und Nieren
- 2001: Spital in Angst
- 2006: Havarie
- 2006: Grounding – Die letzten Tage der Swissair